# Alnus firma
Alnus firma là một loài thực vật có hoa trong họ Betulaceae. Loài này được Siebold & Zucc. mô tả khoa học đầu tiên năm 1845.

## Hình ảnh

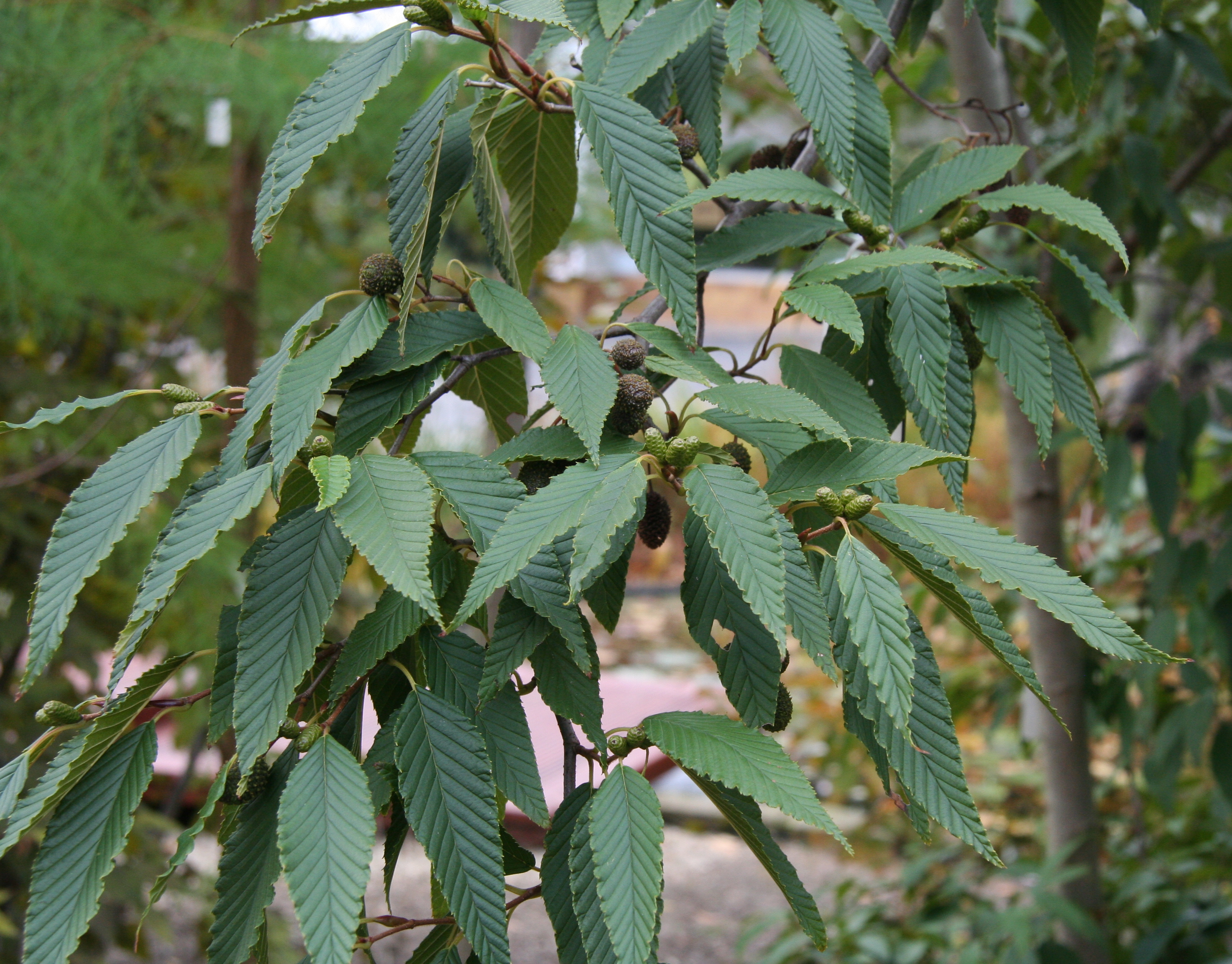
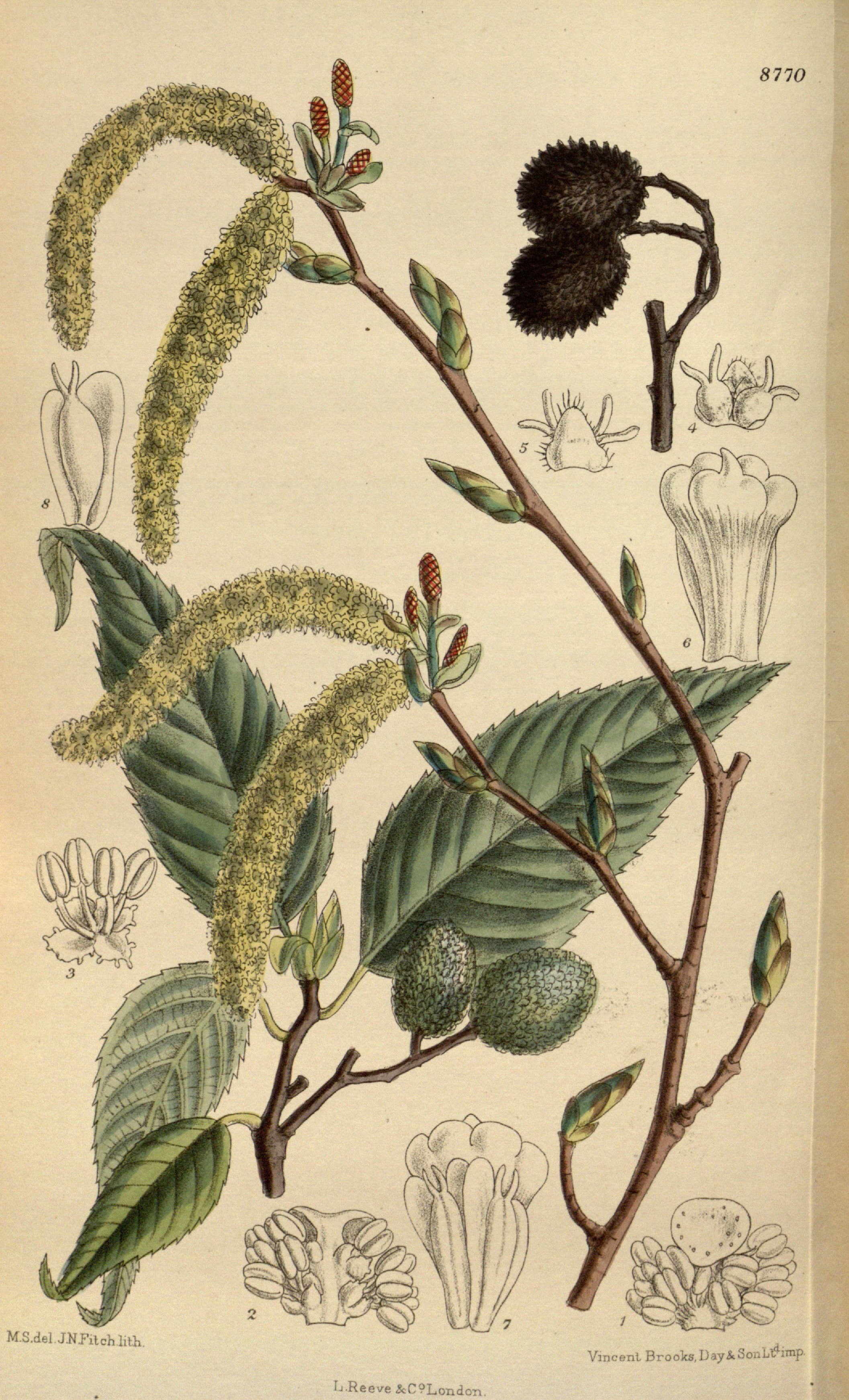